# The Dummy
The Dummy er en amerikansk stumfilm fra 1917 af Francis J. Grandon.

## Medvirkende
- Jack Pickford som Barney Cook.
- Frank Losee som Babbings.
- Edwin Stanley som Mr. Meredith.
- Helen Greene som Mrs. Meredith.
- Ethelmary Oakland som Beryl Meredith.